# Eugenio Monti
Eugenio Monti (Toblach, 28 januari 1928 - Belluno, 1 december 2003) was een Italiaans bobsleepiloot. Monti wordt beschouwd als een van de beste bobsleeërs aller tijden.
Monti maakte zijn debuut op de Olympische Winterspelen 1956 met twee zilveren medailles. Vier jaar later stond het bobsleeën niet op het olympische programma. Tijdens de Olympische Winterspelen 1964 behaalde hij twee bronzen medailles, maar hij kreeg als eerste atleet de prestigieuze Pierre de Coubertin-medaille omdat hij aan het Britse team een bout uitleende, waarmee hij voorkwam dat het Britse team werd gediskwalificeerd. Het Britse team won uiteindelijk de gouden medaille. Vier jaar later, tijdens de Olympische Winterspelen 1968, won Monti tweemaal goud, waarmee zijn totaal aantal olympische medailles op zes uitkwam. Op de Wereldkampioenschappen bobsleeën veroverde hij zeven wereldtitels in de tweemansbob en twee in de viermansbob en een zilveren medaille in de viermansbob. Zijn zeven wereldtitels in één discipline is een record dat hij deelt met de Duitse Sandra Kiriasis en zijn negen wereldtitels in totaal is onovertroffen.

## Resultaten
- Olympische Winterspelen 1956 in Cortina d'Ampezzo  in de tweemansbob
- Olympische Winterspelen 1956 in Cortina d'Ampezzo  in de viermansbob
- Wereldkampioenschappen bobsleeën 1957 in Sankt Moritz  in de tweemansbob
- Wereldkampioenschappen bobsleeën 1957 in Sankt Moritz  in de viermansbob
- Wereldkampioenschappen bobsleeën 1958 in Garmisch-Partenkirchen  in de tweemansbob
- Wereldkampioenschappen bobsleeën 1959 in Sankt Moritz  in de tweemansbob
- Wereldkampioenschappen bobsleeën 1960 in Cortina d'Ampezzo  in de tweemansbob
- Wereldkampioenschappen bobsleeën 1960 in Cortina d'Ampezzo  in de viermansbob
- Wereldkampioenschappen bobsleeën 1961 in Lake Placid  in de tweemansbob
- Wereldkampioenschappen bobsleeën 1961 in Lake Placid  in de viermansbob
- Wereldkampioenschappen bobsleeën 1963 in Igls  in de tweemansbob
- Olympische Winterspelen 1964 in Innsbruck  in de tweemansbob
- Olympische Winterspelen 1964 in Innsbruck  in de viermansbob
- Wereldkampioenschappen bobsleeën 1966 in Cortina d'Ampezzo  in de tweemansbob
- Olympische Winterspelen 1968 in Grenoble  in de tweemansbob
- Olympische Winterspelen 1968 in Grenoble  in de viermansbob

1932: Hubert Stevens / Curtis Stevens ·
1936: Ivan Brown / Alan Washbond ·
1948: Felix Endrich / Friedrich Waller ·
1952: Andreas Ostler / Lorenz Nieberl ·
1956: Lamberto Dalla Costa / Giacomo Conti ·
1964: Anthony Nash / Robin Dixon ·
1968: Eugenio Monti / Luciano De Paolis ·
1972: Wolfgang Zimmerer / Peter Utzschneider ·
1976: Meinhard Nehmer / Bernhard Germeshausen ·
1980: Erich Schärer / Josef Benz ·
1984: Wolfgang Hoppe / Dietmar Schauerhammer ·
1988: Jānis Ķipurs / Vladimir Kozlov ·
1992: Gustav Weder / Donat Acklin ·
1994: Gustav Weder / Donat Acklin ·
1998: Günther Huber / Antonio Tartaglia en Pierre Lueders / David MacEachern ·
2002: Christoph Langen / Markus Zimmermann ·
2006: André Lange / Kevin Kuske ·
2010: André Lange / Kevin Kuske ·
2014: Beat Hefti / Alex Baumann ·
2018: Francesco Friedrich / Thorsten Margis en Justin Kripps / Alexander Kopacz ·
2022: Francesco Friedrich / Thorsten Margis
1924: Scherrer / Neveu / A.Schläppi / H.Schläppi ·
1928: Fiske / Tucker / Mason / Gray / Parke ·
1932: Fiske / Eagan / Gray / O'Brien ·
1936: Musy / Gartmann / Bouvier / Beerli ·
1948: Tyler / Martin / Rimkus / D'Amico ·
1952: Ostler / Kuhn / Nieberl / Kemser ·
1956: Kapus / Diener / Alt / Angst ·
1964: V.Emery / Kirby / Anakin / J.Emery ·
1968: Monti / De Paolis / Zandonella / Armano ·
1972: Wicki / Leutenegger / Camichel / Hubacher ·
1976: Nehmer / Babock / Germeshausen / Lehmann ·
1980: Nehmer / Musiol / Germeshausen / Gerhardt ·
1984: Hoppe / Wetzig / Schauerhammer / Kirchner ·
1988: Fasser / Meier / Fässler / Stocker ·
1992: Appelt / Schroll / Winkler / Haidacher ·
1994: Czudaj / Brannasch / Hampel / Szelig ·
1998: Langen / Zimmermann / Jakobs / Hampel ·
2002: Lange / Kühn / Kuske / Embach ·
2006: Lange / Hoppe / Kuske / Putze ·
2010: Holcomb / Mesler / Tomasevicz / Olsen ·
2014: Melbārdis / Dreiškens / Vilkaste / Strenga  ·
2018: Friedrich / Bauer / Grothkopp / Margis   ·
2022: Friedrich / Margis / Bauer / Schüller
- International Standard Name Identifier: 0000 0000 8047 6383
- Library of Congress Control Number: n2010036419
- Virtual International Authority File: 121946824
- WorldCat: E39PBJvHfpHvvQfxR3wg8RdPcP